# Monganella variegata
Monganella variegata là một loài tò vò trong họ Ichneumonidae.